# Шульбоже-Велькі (гміна)
Гміна Шульбоже-Вельке (пол. Gmina Szulborze Wielkie) — сільська гміна у центральній Польщі. Належить до Островського повіту Мазовецького воєводства.
Станом на 31 грудня 2011 у гміні проживало 1808 осіб.

## Площа
Згідно з даними за 2007 рік площа гміни становила 46.71 км², у тому числі:
- орні землі: 74.00%
- ліси: 20.00%

Таким чином, площа гміни становить 3.81% площі повіту.

## Населення
Станом на 31 грудня 2011:
| Опис     | Загалом | Загалом | Чоловіки | Чоловіки | Жінки | Жінки |
| -------- | ------- | ------- | -------- | -------- | ----- | ----- |
| одиниця  | осіб    | %       | осіб     | %        | осіб  | %     |
| все      | 1808    | 100     | 913      | 50.50    | 895   | 49.50 |
| міське   | 0       | 100     | 0        |          | 0     |       |
| сільське | 1808    | 100     | 913      | 50.50    | 895   | 49.50 |

## Сусідні гміни
Гміна Шульбоже-Вельке межує з такими гмінами: Анджеєво, Заремби-Косьцельні, Нур, Чижев.